# Trypostega rossae
Trypostega rossae är en mossdjursart som beskrevs av Ratna Guha och Gopikrishna 2007. Trypostega rossae ingår i släktet Trypostega och familjen Trypostegidae. Inga underarter finns listade i Catalogue of Life.